# Elobey Grande
Elobey Grande és una illa de forma triangular que pertany a Guinea Equatorial, es troba a la desembocadura del Riu Mitémélé. Avui dia està poc poblada. Està separada de l'illa d'Elobey Chico (una illa encara més petita que actualment està deshabitada) per un canal d'un quilòmetre i mig. Es troba a 6 quilòmetres de la costa continental.
La superfície és de dos km² i la població al cens de 1900 era de 109 persones, totes elles indígenes d'ètnia benga o ndowe. A l'illa es comptaven aleshores nou pobles, entre els quals Bokaikakamboa, Edumuguenga, Boaka, Gaale i Bendauga; el 1960 als mapes només apareixen 6 poblets, amb cap nom coincident: Mboeloni a la punta nord, boboba a la costa est; Bidue, prop de la punta sud-est, Utande al nord-oest i Bondey i Coes al sud; en aquest mapa Elobey Chico apareix deshabitada.
Al mig de l'illa hi ha el turó d'Edumuguenga de 80 metres del qual baixa el rierol Utande. A la vora de l'illa hi ha alguns illots. Els nadius es dedicaven a la pesca i criaven alguns animals. La temperatura mitjana és de 35 graus (entre 22 i 35). El terra és arenós i poc útil pel cultiu fora d'algunes hortalisses, però hi aigua potable mercès a pous. Els arbres són cocoters i arbres del cautxú que dona molts bons resultats perquè aguanta l'estació seca. Els ramats de llana prosperen fàcilment.